# Bombardement de Rabaul (1943)
Pour les articles homonymes, voir Bombardement de Rabaul.
Le bombardement de Rabaul désigne une attaque lancée par les Alliés de la Seconde Guerre mondiale contre une flottille de croiseurs présents à la base japonaise de Rabaul en novembre 1943. En réponse à l'invasion alliée de Bougainville, les Japonais ont déplacé une forte concentration de croiseurs depuis les îles Truk, leur base navale majeure des îles Caroline, vers Rabaul, en préparation d'un engagement nocturne contre la ligne de ravitaillement ennemie. Des avions basés au sol ainsi que sur les porte-avions alliés attaquent les navires japonais ainsi que plusieurs aérodromes et infrastructures portuaires sur l'île de la Nouvelle-Bretagne afin de protéger le débarquement du cap Torokina. Grâce à ce bombardement, les forces navales japonaises n'ont jamais été en mesure de menacer ce débarquement.

## Contexte
Après l'évacuation de Guadalcanal par les Japonais, qui éloigne la menace sur la liaison Hawaii-Australie, la stratégie américaine est une offensive selon deux axes est-ouest parallèles, au sud, le long de la mer des Salomon sur la côte de Nouvelle-Guinée-Papouasie, par les troupes du général Mac Arthur, au nord, dans les îles de l'archipel des Salomon, par l'U.S. Navy et les marines, aux ordres de l'amiral Halsey, sous l'autorité de l'amiral Nimitz, dans la perspective d'une reconquête de Rabaul et de Kavieng, souhaitée par le général MacArthur, dans un "plan Elkton III". Une rencontre à Brisbane en avril, entre le général MacArthur et l'amiral Halsey, s'est bien passée et a abouti à un compromis, on est passé du plan Elkton III à l'opération Cartwheel.

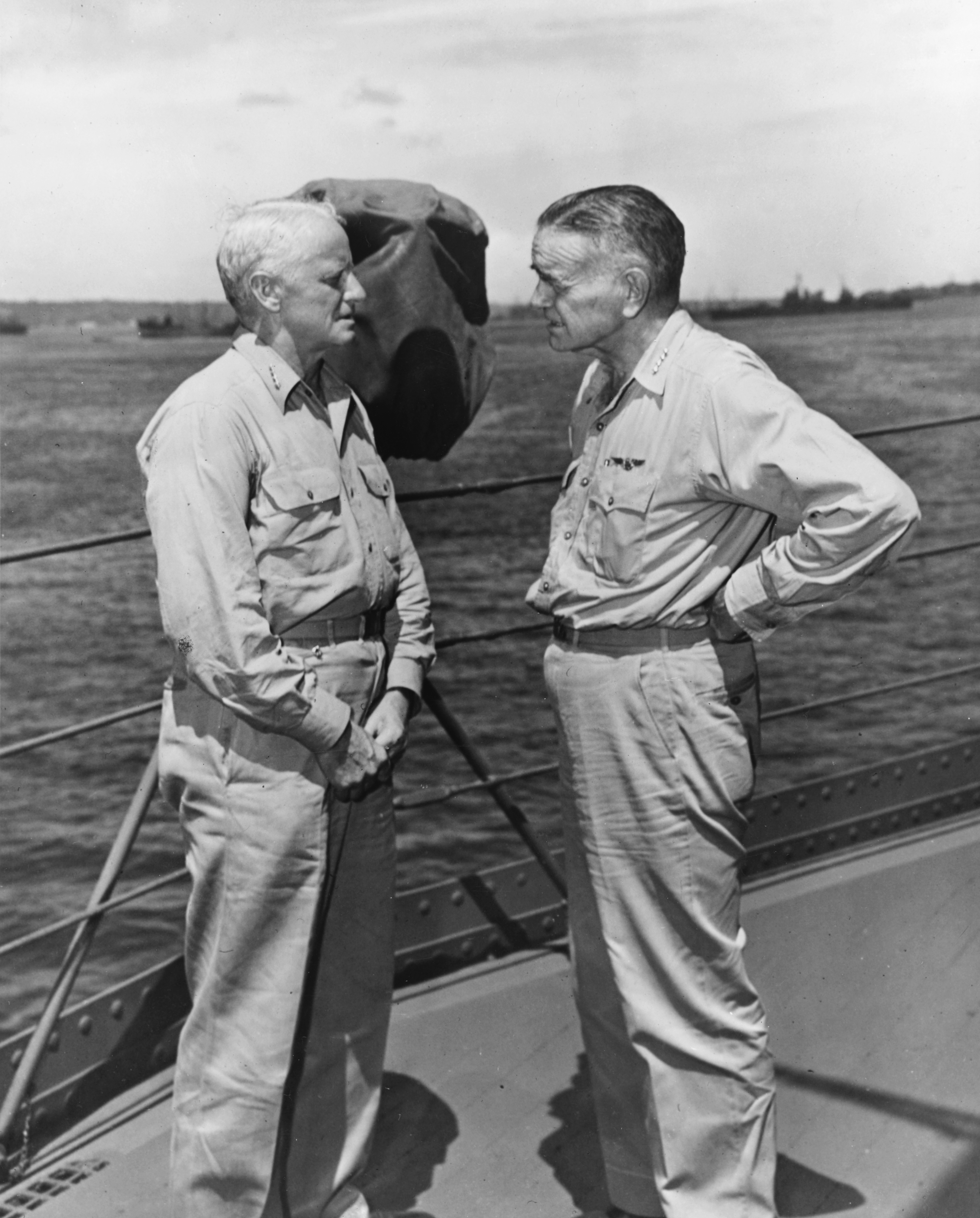
Les amiraux Nimitz et Halsey, le 20 janvier 1943, à Espiritu Santo.

De nouveaux porte-avions rapides ont rallié la flotte américaine du Pacifique à partir de la mi-1943, l'USS Essex en mai, les USS Independence et Yorktown en juillet. En juillet, l'amiral King a ordonné à l'amiral Nimitz de commencer à préparer une offensive dans le Pacifique central. En effet, le Chef des Opérations navales considérait qu'une offensive menée par la Flotte du Pacifique et les Marines permettrait une avance plus rapide que l'attaque de Rabaul. Mais cela impliquait de se limiter à une neutralisation de Rabaul et non à son occupation, ce qui permettait de transférer du Pacifique Sud-Ouest au Pacifique central une ou deux divisions de marines. Les discussions d'état-major se sont déroulées de mai à août 1943, et finalement, à la première conférence de Québec, l'amiral King a réussi à faire prévaloir son point de vue auprès du général Marshall et de l'amiral Leahy, malgré l'opposition du général Mac Arthur.

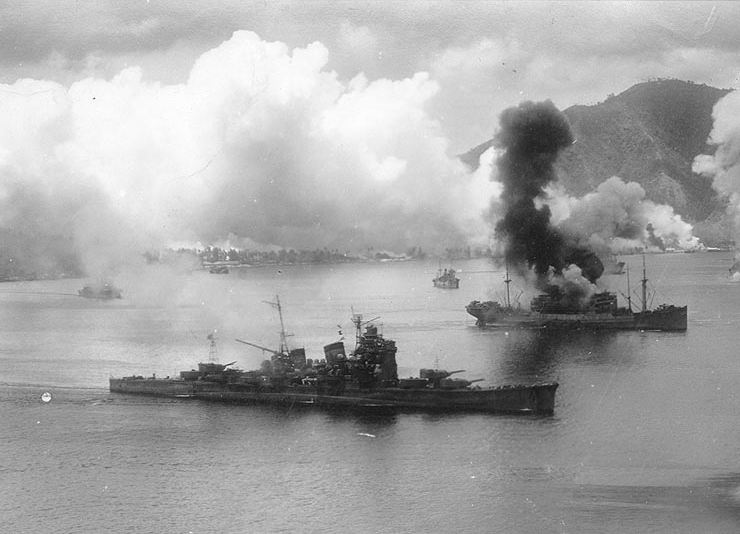
Le Haguro sous les bombes de lU.S.A.A.F. à Rabaul, le 2 novembre 1943.

À l'automne, à la fin de la campagne de Nouvelle-Guinée, dans le secteur du Pacifique Sud-Ouest, l'aviation australienne et la Ve Air Force (l'aviation du général MacArthur) ont entrepris de bombarder Rabaul, alors que dans le secteur du Pacifique Sud, aux ordres de l'amiral Halsey, la campagne des îles Salomon allait s'achever, avec l'attaque de l'île de Bougainville. Aussi l'amiral Koga a-t-il décidé de lancer une opération de renforcement de Rabaul (opération Ro) et dans ce but, les groupes aériens des porte-avions de la 3e Flotte à Truk ont été débarqués et envoyés à Rabaul, pour renforcer la 11e Flotte Aérienne, dans les derniers jours d'octobre 1943. Au même moment, une TF 38, aux ordres du contre-amiral Sherman, constituée autour des USS Saratoga et Princeton assurait la couverture éloignée du débarquement sur Bougainville à proximité du cap Torokina, le 1er novembre.

## Déroulement
Dès la nuit suivante, à la bataille de la baie de l'Impératrice Augusta, les croiseurs de la TF 39 du contre-amiral Merrill, chargés de la couverture rapprochée, repoussent une contre-attaque japonaise de deux croiseurs lourds, deux croiseurs légers basés à Rabaul, aux ordres du contre-amiral Ōmori, et de destroyers de la 3e escadrille du contre-amiral Ijuin dont le croiseur-amiral Sendai a été coulé. Sept croiseurs lourds basés à Truk ont aussitôt été envoyés à Rabaul, par l'amiral Koga.

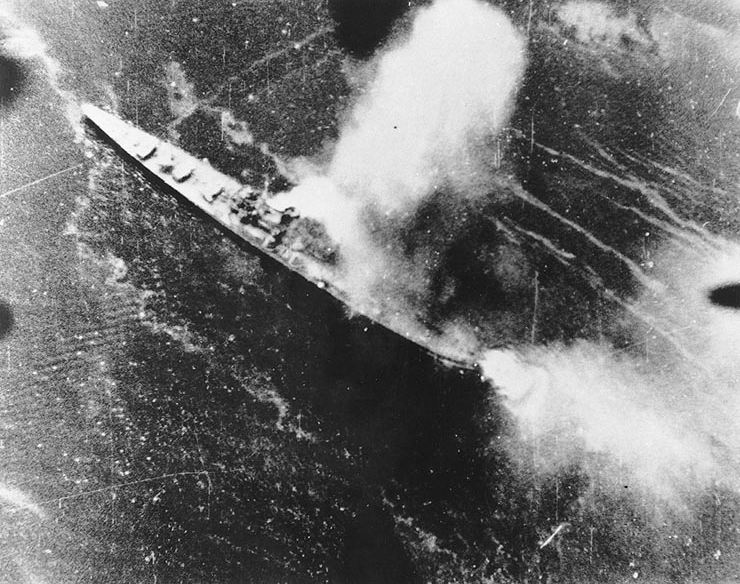
Le croiseur lourd japonais Chikuma est manqué de peu par les bombes de l'aviation américaine embarquée, le 5 novembre 1943, à Rabaul

La TF 38, qui bombardait les aérodromes de l'aviation navale japonaise basée à terre sur les îles Shortland et Buka reçut l'ordre d'attaquer Rabaul, où les croiseurs refaisaient leurs pleins. Malgré les redoutables défenses antiaériennes de cette base, le Maya a été avarié, et les croiseurs Atago, Takao et Mogami endommagés, le 5 novembre.
Deux Task Groups de la Task Force 50 étaient en route vers les îles Gilbert et avaient atteint Espiritu Santo, dans les Nouvelles Hébrides. Le TG 50.3 (avec les USS Essex, Bunker Hill et Independence) reçut mission d'aller prêter main-forte à la TF 38, devenue le TG 50.4, pour bombarder Rabaul. Mais déjà, la Marine impériale japonaise avait replié ses grandes unités sur Truk, dans les îles Carolines, et ni Rabaul, ni Kavieng n'eurent ensuite de valeur opérationnelle en tant que bases navales.
Dès lors, la voie était dégagée pour une attaque de l'US Navy sur les îles Gilbert et les îles Marshall.